# Slim Thug
Stayve Jerome Thomas (* 8. září 1980, Houston, Texas) spíše známý jako Slim Thug, je americký rapper a zakladatel hudební skupiny a nahrávací společnosti Boss Hogg Outlawz.

## Stručná biografie
Narodil se v Houstonu v roce 1980. S rapováním započal v sedmnácti letech na školních párty. Ke konci 90. let 20. století byl upsán pod nezávislý label Swishahouse, který sdružuje rappery z Texasu. Když zjistil, jak výnosné je prodávat vlastní mixtapy odešel od Swishahouse a založil si vlastní label Boss Hogg Outlawz, také koupil dva hudební obchody a investoval do obchodu s nemovitostmi.
Jeho debutem je album Already Platinum (2005), které vyšlo skrze Interscope Records, ale na platinové ocenění nedosáhlo. I tak je doposud jeho nejúspěšnějším albem. Album provází úspěšný singl I Ain't Heard of That (ft. Pharrell a Bun B).
Druhým albem je Boss of All Bosses (2009), z kterého pochází úspěšná píseň I Run.

## Diskografie

### Studiová alba
| Rok  | Album                                                                                          | Nejvyšší umístění v hitparádě | Nejvyšší umístění v hitparádě | Nejvyšší umístění v hitparádě | Certifikace |
| Rok  | Album                                                                                          | US 200                        | US Hip-Hop                    | US Rap                        | Certifikace |
| ---- | ---------------------------------------------------------------------------------------------- | ----------------------------- | ----------------------------- | ----------------------------- | ----------- |
| 2005 | Already Platinum - Vydáno: 12. července 2005 - Vydavatel: Boss Hogg Outlawz, Star Trak, Geffen | 2                             | 2                             | 1                             | US: zlatá   |
| 2009 | Boss of All Bosses - Vydáno: 24. března 2009 - Vydavatel: Boss Hogg Outlawz, E1 Music          | 15                            | 4                             | 2                             | US: /       |
| 2010 | Tha Thug Show - Vydáno: 30. listopadu 2010 - Vydavatel: Boss Hogg Outlawz, E1 Music            | 89                            | 17                            | 7                             | US: /       |
| 2013 | Boss Life - Vydáno: 19. listopadu 2013 - Vydavatel: Hogg Life                                  | —                             | 28                            | 18                            | US: /       |
| 2015 | Hogg Life: The Beginning - Vydáno: 3. února 2015 - Vydavatel: Hogg Life                        | 131                           | 15                            | 8                             | US: /       |
| 2015 | Hogg Life, Vol. 2: Still Surviving - Vydáno: 10. července 2015 - Vydavatel: Hogg Life          | —                             | 17                            | 10                            | US: /       |
| 2015 | Hogg Life, Vol. 3: Hustler of the Year - Vydáno: 30. října 2015 - Vydavatel: Hogg Life         | —                             | —                             | —                             | US: /       |
| 2016 | Hogg Life, Vol. 4: American King - Vydáno: 5. srpna 2016 - Vydavatel: Hogg Life                | 179                           | 15                            | 9                             | US: /       |
| 2017 | Welcome 2 Houston - Vydáno: 3. února 2017 - Vydavatel: Hogg Life                               | —                             | —                             | —                             | US: /       |
| 2017 | The World Is Yours - Vydáno: 15. prosince 2017 - Vydavatel: Hogg Life                          | —                             | —                             | —                             | US: /       |
| 2019 | Suga Daddy Slim: On tha Prowl - Vydáno: 14. února 2019 - Vydavatel: Hogg Life                  | —                             | —                             | —                             | US: /       |

### Spolupráce

#### S "E.S.G."
- 2001 - Boss Hogg Outlaws

#### S "Lil Keke"
- 2003 - The Big Unit

#### S "Boss Hogg Outlawz"
- 2004 - Boyz N Blue
- 2007 - Serve & Collect
- 2008 - Back by Blockular Demand: Serve & Collect II
- 2011 - Serve And Collect Part 3 (Immahogg)

#### S "J-Dawg
- 2010 - The Boss & Young Hogg

### Úspěšné singly
Singly umístěné v žebříčku Hot R&B/Hip-Hop Songs:
- 2004 - „Like A Boss“
- 2005 - „3 Kings“ (ft. T.I. a Bun B)
- 2005 - „I Ain't Heard of That“ (ft. Pharrell a Bun B)
- 2008 - „I Run“ (ft. Yelawolf)
- 2009 - „Thug“
- 2010 - „Gangsta“ (ft. Z-Ro)
- 2010 - „So High“ (ft. B.o.B)